# لو جولد
لو جولد (بالإنجليزية: Lou Gold)‏ هو ملحن وكاتب أغاني أمريكي، ولد في 1885 في وودج في بولندا، وتوفي في 1950 في ميامي في الولايات المتحدة.